# Siegfried Brietzke
Siegfried Brietzke (født 12. juni 1952 i Rostock) er en tysk tidligere roer og tredobbelt olympisk guldvinder.

## Karriere

### Rokarriere
Brietzke roede i begyndelsen af karrieren toer med styrmand og blev juniorverdensmester i denne båd i 1970 sammen med blandt andet Wolfgang Mager.
Han deltog første gang ved OL i 1972 i München, hvor han sammen med Mager stillede op i toer uden styrmand, og de vandt deres indledende heat sikkert og derpå ligeledes deres semifinale. I finalen var de igen overlegne og vandt med næsten fire sekunders forspring til schweizerne Heini Fischer og Fredy Bachmann, mens hollænderne Roel Luynenburg og Ruud Stokvis fik bronze.
Fra 1974 og frem koncentrerede han sig om fireren uden styrmand, og han han var med til at blive verdensmester i denne disciplin allerede første år, en bedrift han gentog året efter.
Ved OL 1976 i Montreal var østtyskerne derfor storfavoritter, og de stillede med samme besætning, som havde vundet VM de to foregående år: Andreas Decker, Stefan Semmler, Wolfgang Mager og Brietzke. De indledte med at vinde deres heat i ny olympisk rekordtid, hvilket de gentog i semifinalen. I finalen var de igen dominerende og vandt guldet sikkert, mens Norge fik sølv og Sovjetunionen bronze.
Østtyskerne fortsatte med at dominere klassen og vandt VM-guld i 1977 og 1979, men måtte se Sovjetunionen vinde i 1978, mens østtyskerne fik sølv dette år. Den østtyske besætning forblev i disse år den samme, som havde vundet OL-guld i 1976.
Til OL 1980 i Moskva var østtyskerne derfor igen store favoritter, også selv om Mager denne gang var erstattet af Jürgen Thiele. Med sikker sejr i indledende heat kvalificerede de sig direkte til finalen (der var denne gang ikke semifinaler), og her var østtyskerne igen sikre og vandt med mere end tre sekunders forspring til Sovjetunionen på andenpladsen, mens Storbritannien vandt bronze.
Han modtog i 1984 den Olympiske Orden i bronze for sine resultater.

### Videre karriere
Efter afslutningen af sin aktive karriere blev Brietzke rotræner, hvilket han var frem til 1988. Han var desuden medlem af DDR's nationale olympiske komité 1981-1990 og derpå for det forenede Tyskland frem til 1993. I forbindelse med Die Wende kom det frem, at Brietzke gennem karrieren var tilknyttet den østtyske sikkerhedstjeneste Stasi som informant. Hans opgave var at rapportere om eventuelle ideologiske afvigelser blandt østtyske elitesportsudøvere. Derudover opstod der rygter om ham i forbindelse med systematisk brug af doping i lighed med andre.
Han arbejdede senere ved vejvæsenet i Hamburg og Schwerin.

## OL-medaljer
- 1972:  Guld i toer uden styrmand
- 1976:  Guld i firer uden styrmand
- 1980:  Guld i firer uden styrmand

## VM-medaljer
- VM i roning 1974:  Guld i firer uden styrmand
- VM i roning 1975:  Guld i firer uden styrmand
- VM i roning 1977:  Guld i firer uden styrmand
- VM i roning 1978:  Sølv i firer uden styrmand
- VM i roning 1979:  Guld i firer uden styrmand